# Vappu Kaarenoja
Vappu Kaarenoja (Helsinki, 1988 –) finn újságírónő, a Suomen Kuvalehti szerkesztője. Korábban dolgozott a Ylioppilaslehti főszerkesztőjeként, és munkatársa volt többek között a Helsingin Sanomat, Taloussanomat és Iisalmen Sanomat című lapoknak is.

## Pályafutása
Tanulmányait a Helsinki Egyetemen végezte, ahol politológiát tanult. Szakterülete a béke- és konfliktuskutatás. Újságírásból diplomát a Helsinki Művészeti Egyetemen szerzett.
Kaarenoja 2013 februárjában Aurora Rämővel, a magazin akkori szerkesztőjével  a Ylioppilaslehti 100. évfordulós számában megjelent riportjukban arról számoltak be, hogy szándékosan a nadrágjukba ürítettek a Helsinkiből Turkuba tartó buszjáraton, hogy az utasok reakcióját megfigyelhessék. 
2017 márciusában az Aikakausmedia Edit versenyen a 2016-os év folyóirat-szerkesztőjének választották, 2019 márciusában pedig megkapta az Év újságírója kitüntetést.
2019 márciusában a Grand Journalist Award kitüntetést is elnyerte, mint az év újságírója. 2020-ban Kaarenoja és Elina Järvinen Once upon a time Pasila című cikkét választották az év történetének az Edit versenyen.